# Castella
För andra betydelser, se Castella (olika betydelser).
Castella är en kommun i departementet Lot-et-Garonne i regionen Nouvelle-Aquitaine i sydvästra Frankrike. Kommunen ligger i kantonen Laroque-Timbaut som tillhör arrondissementet Agen. År 2022 hade Castella 377 invånare.

## Befolkningsutveckling
Antalet invånare i kommunen Castella
| Referens: INSEE |